# Theater aan het Vrijthof

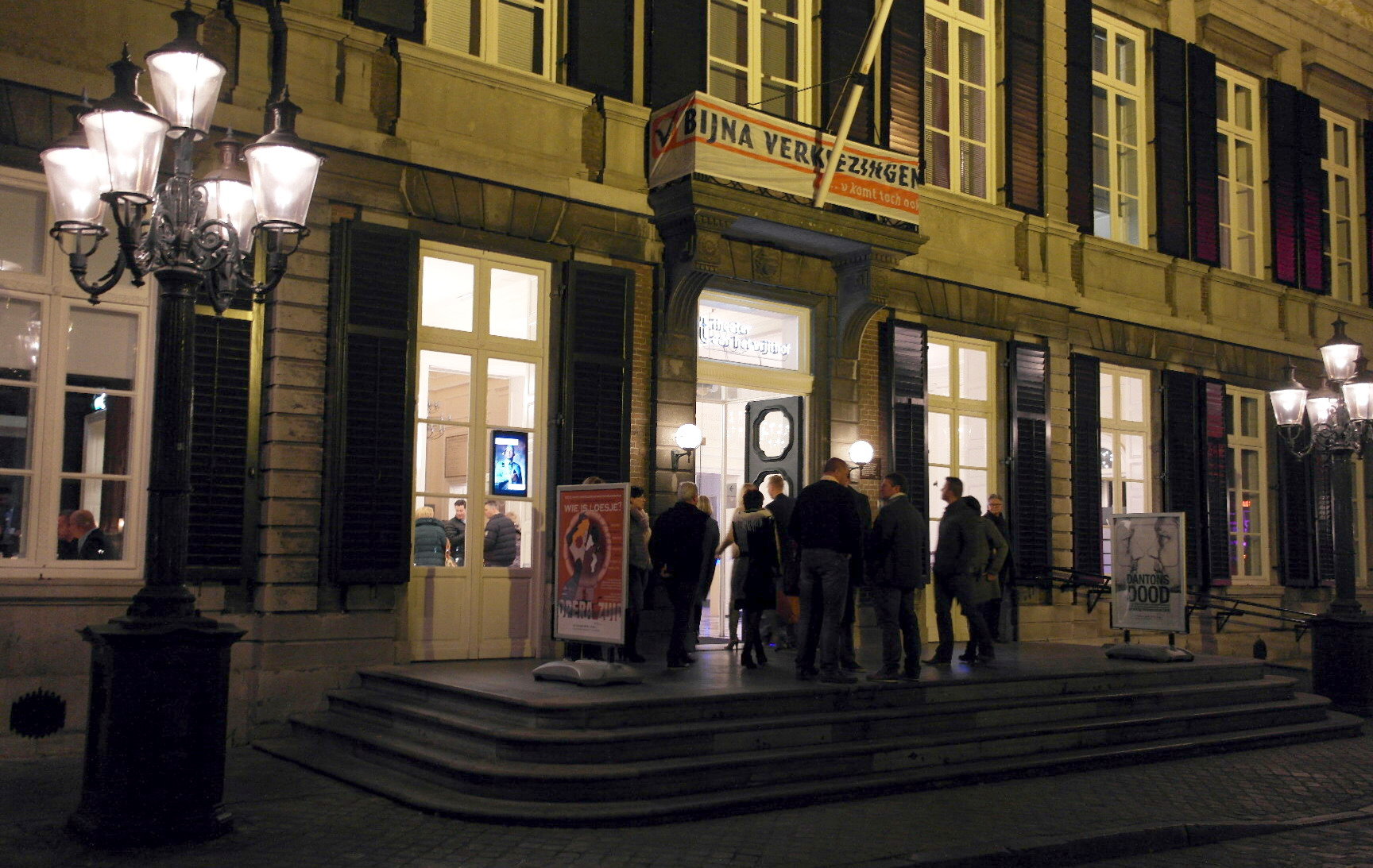
Publiek op weg naar een voorstelling

Het Theater aan het Vrijthof is een theater en concertzaal aan het Vrijthof in het centrum van de Nederlandse stad Maastricht.

## Programmering
Het Theater aan het Vrijthof is een multifunctioneel gebouw, dat dienstdoet als concertzaal en als schouwburg. De programmering is zeer breed met onder andere opera, musical, klassieke en wereldmuziek, jazz, ballet, moderne dans, toneel- en cabaretvoorstellingen.
Het Theater aan het Vrijthof is een zogenaamd A-theater. Circa 60% van de programmering wordt gevuld met "artistieke producties"; 40% met "populaire voorstellingen". Het theater is de thuisbasis van philharmonie zuidnederland en Opera Zuid. Toneelgroep Maastricht, dat haar vaste basis heeft in de Bordenhal aan het Plein 1992, is er enkele malen per seizoen te gast met een grote-zaalvoorstelling, evenals het Mestreechs Volleks Tejater. Het Theater aan het Vrijthof is tevens gastheer van Stichting Cultuur & Bedrijf Maastricht, die tweemaal per jaar een cultureel evenement in het theater organiseert, waarbij sponsoren en andere genodigden aanwezig zijn.
Door het theaterseizoen heen vinden enkele festivals plaats waaronder:
- Musica Sacra
- Nederlandse Dansdagen

In het theater worden regelmatig exposities georganiseerd, die tijdens openingsuren gratis te bezichtigen zijn.

## Gebouwen
Het theater is deels gevestigd in het Generaalshuis, een hôtel particulier uit 1805 aan de noordzijde van het Vrijthof, deels in de daarachter gelegen nieuwbouw uit begin jaren 1990. De artiesteningang en laadperrons bevinden zich aan de Statenstraat. Het Theater aan het Vrijthof is geopend in het voorjaar van 1992 en nam de plaats in van de Bonbonnière en de Staarzaal, als stadsschouwburg en concertzaal van Maastricht.
In het souterrain van het Theater aan het Vrijthof zijn kalkstenen fundamenten van het Witte Vrouwenklooster te zien, de voorganger van het huidige Generaalshuis. Tevens zijn onder het huidige souterrain in 1988 zeer zware fundamenten gevonden van wat vermoedelijk een koninklijke of hertogelijke palts was uit de tiende of elfde eeuw. De locatie van deze overblijfselen zijn in de foyer aangegeven met gladde tegels.
In 1985 werd begonnen met de restauratie van het Generaalshuis. Om als theater dienst te kunnen doen moest een theaterzaal achter het Generaalshuis gebouwd worden. In december 1989 werd met de bouw van de zaal begonnen, naar een ontwerp van architect Arno Meijs. De restanten van bijgebouwen van het oude Witte Vrouwenklooster moesten hiervoor wijken. Op 27 maart 1992 werd het Theater aan het Vrijthof officieel geopend met een live televisie-uitzending, waaraan bariton John Bröcheler en vaste bespeler het Limburgs Symfonie Orkest meewerkten. Buiten, voor het gebouw, traden onder anderen Beppie Kraft, de Koninklijke Zangvereniging Mastreechter Staar en diverse muziekkorpsen op.
De Papyruszaal, de grote theaterzaal in de nieuwbouw, biedt plaats aan 915 personen. In deze zaal vinden de meeste voorstellingen plaats. Verder is er nog een kleinere bovenzaal, gelegen op de tweede etage van het oude Generaalshuis, die plaats biedt aan maximaal 110 personen.
Begin 2021 kondigde de philharmonie zuidnederland aan dat het orkest zijn vestiging naast het Theater aan het Vrijthof zal inruilen voor de deels leegstaande Sint-Theresiakerk, eveneens in Maastricht. De kerk zal daarbij dienen als repetitieruimte. Omdat het orkest tot dan toe de grote zaal van het theater als repetitiezaal gebruikte, kon het theater 120 tot 150 avonden per jaar geen voorstellingen in deze zaal programmeren. Dit zou onder meer de reden zijn geweest dat het theater minder publiek trok dan vergelijkbare theaters in de regio. Later dat jaar maakte het Theater aan het Vrijthof bekend dat het gebouw aan de Statenstraat, waarin onder andere de kantoren van de philharmonie waren gevestigd, verbouwd zal worden tot middenzaal. Door middel van een interne verbouwing zullen de twee aan elkaar grenzende complexen met elkaar verbonden worden. Verwacht wordt dat de nieuwe zaal met 350 stoelen in oktober 2024 zal opengaan.

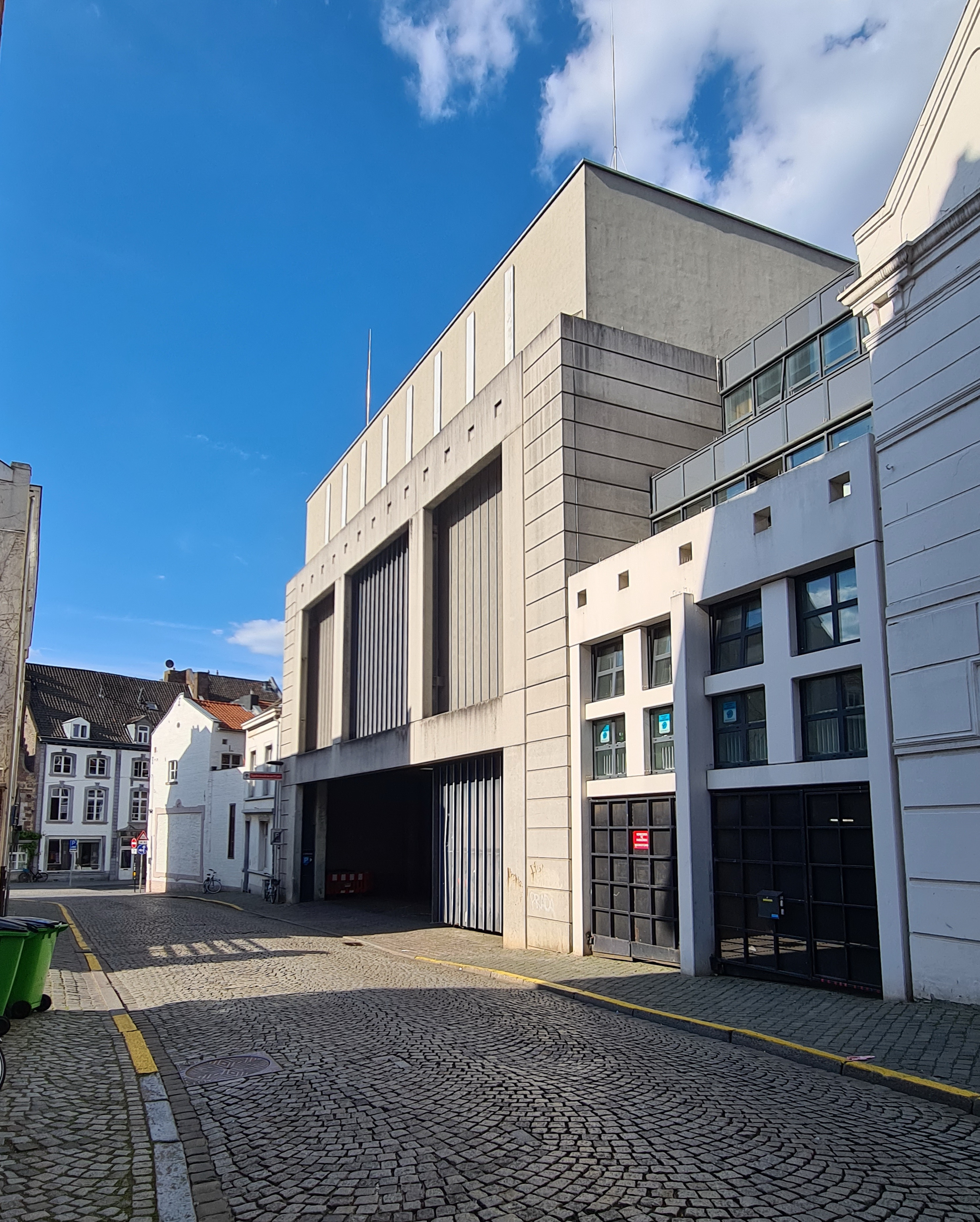
Dienstingang Helmstraat
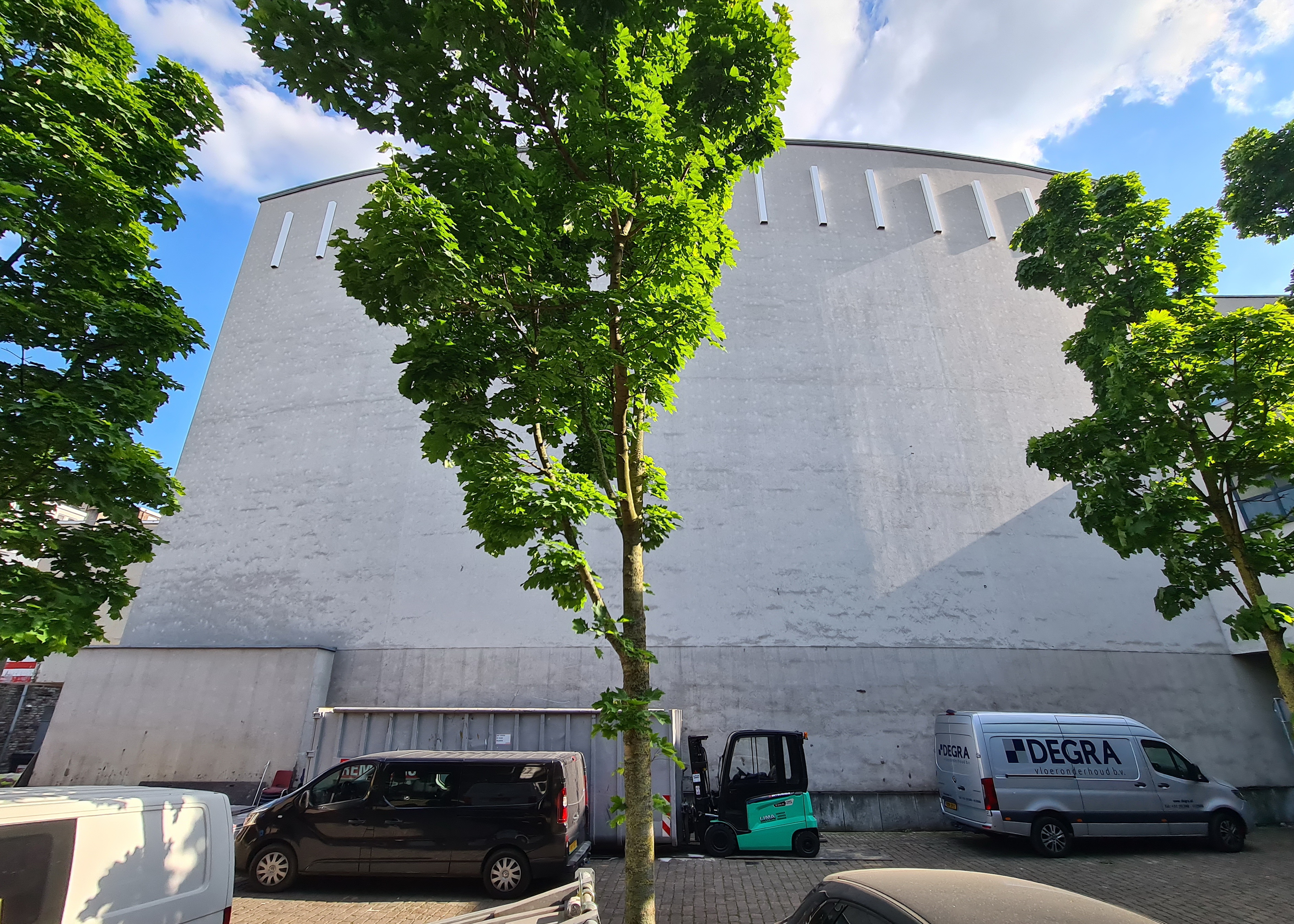
Nieuwbouw theaterzaal
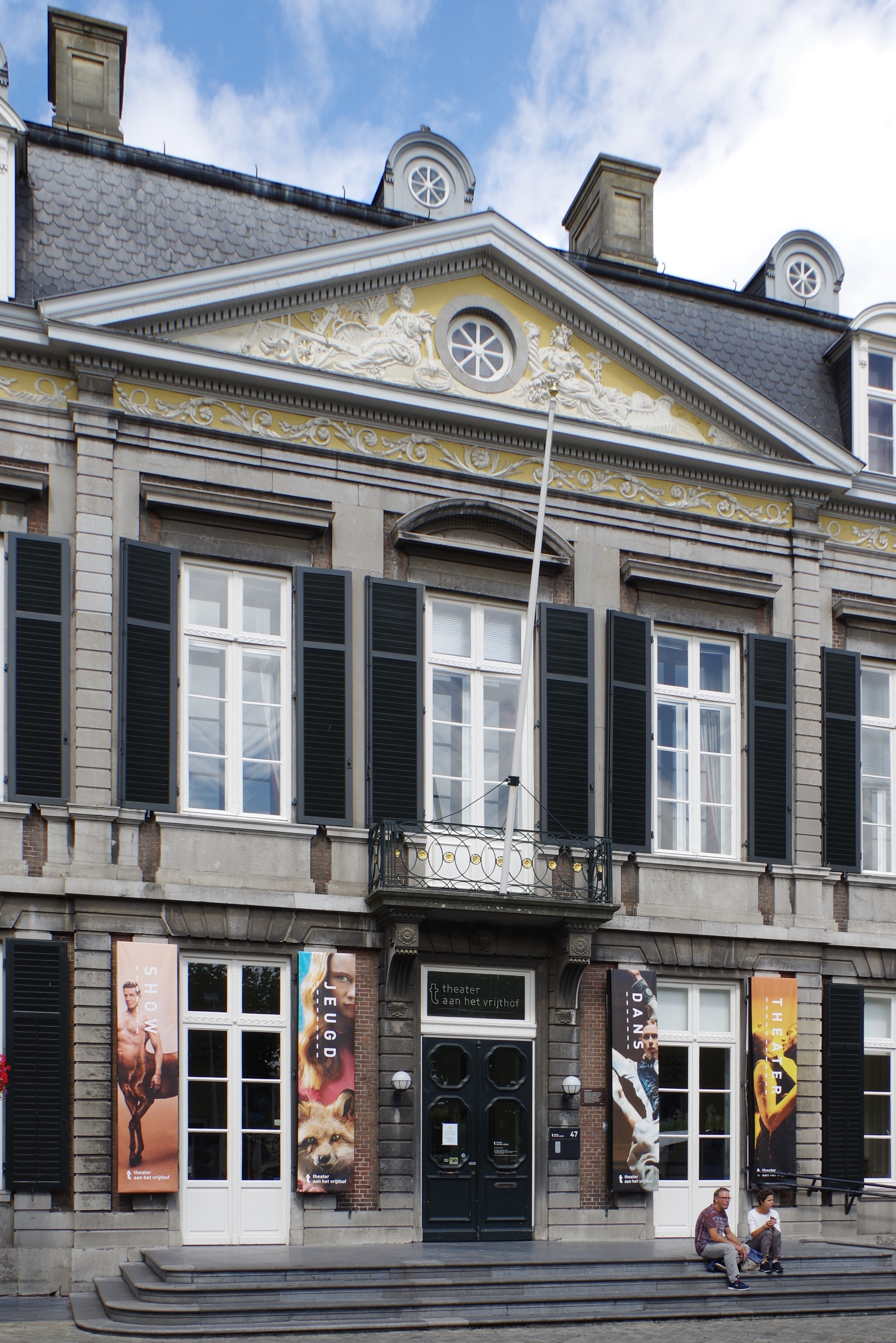
Publieksingang Vrijthof
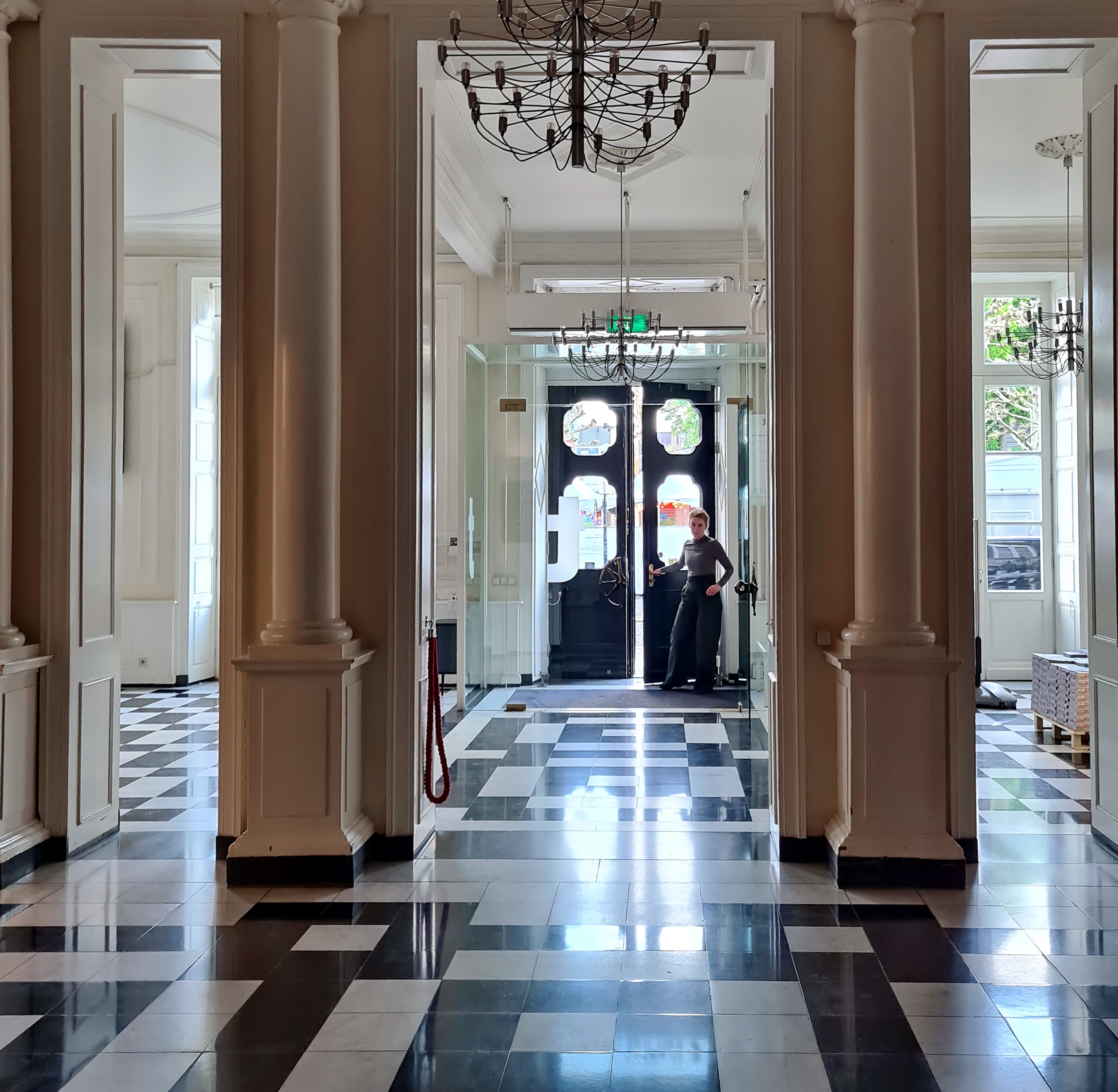
Entreehal Generaalshuis
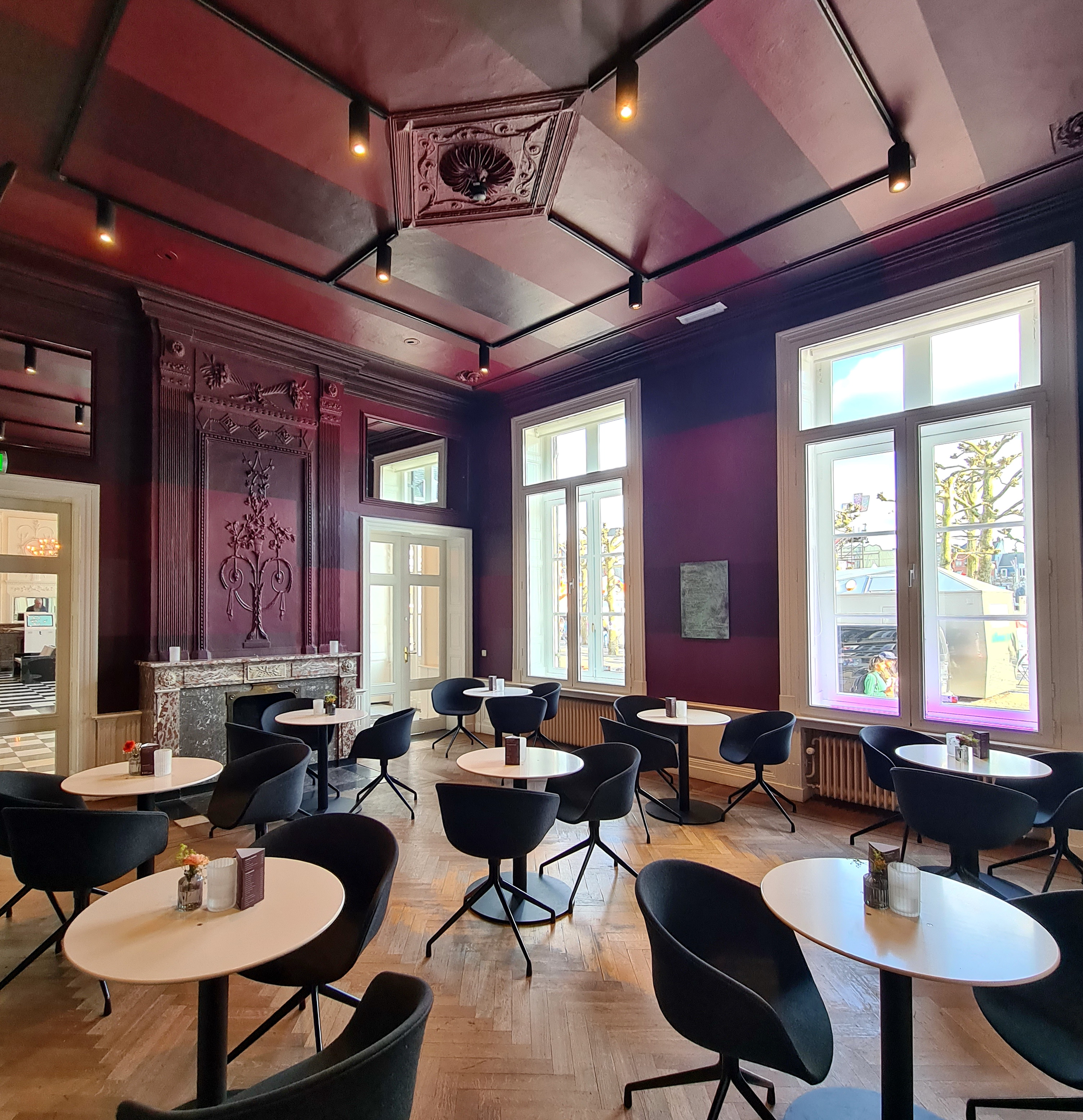
Theatercafé Generaalshuis
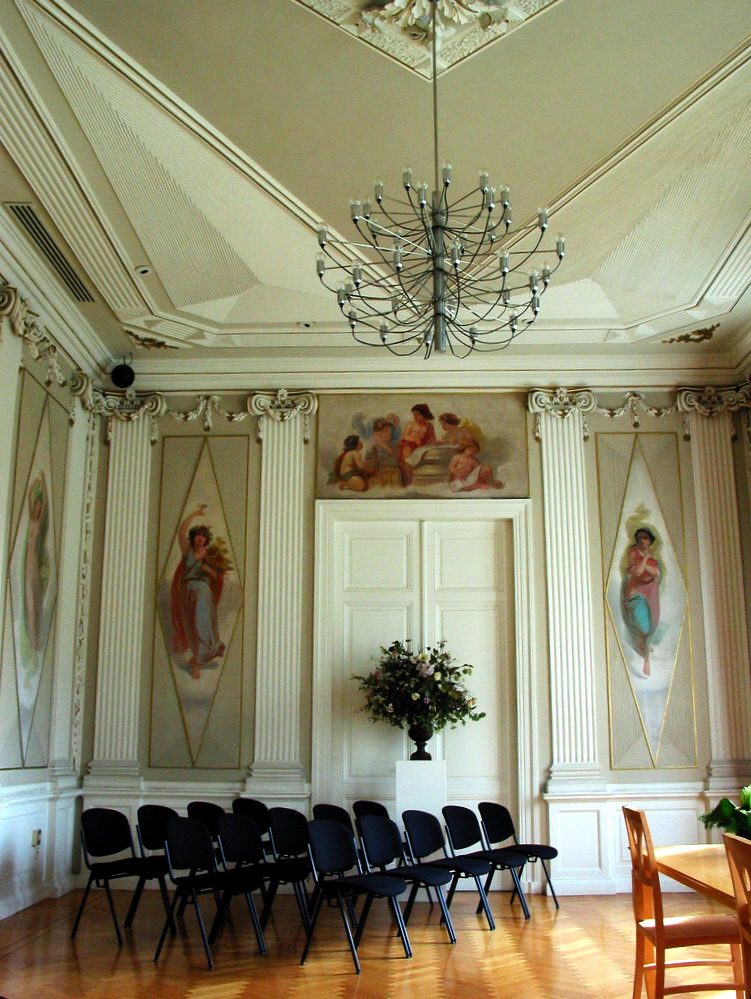
Edmond Hustinxzaal
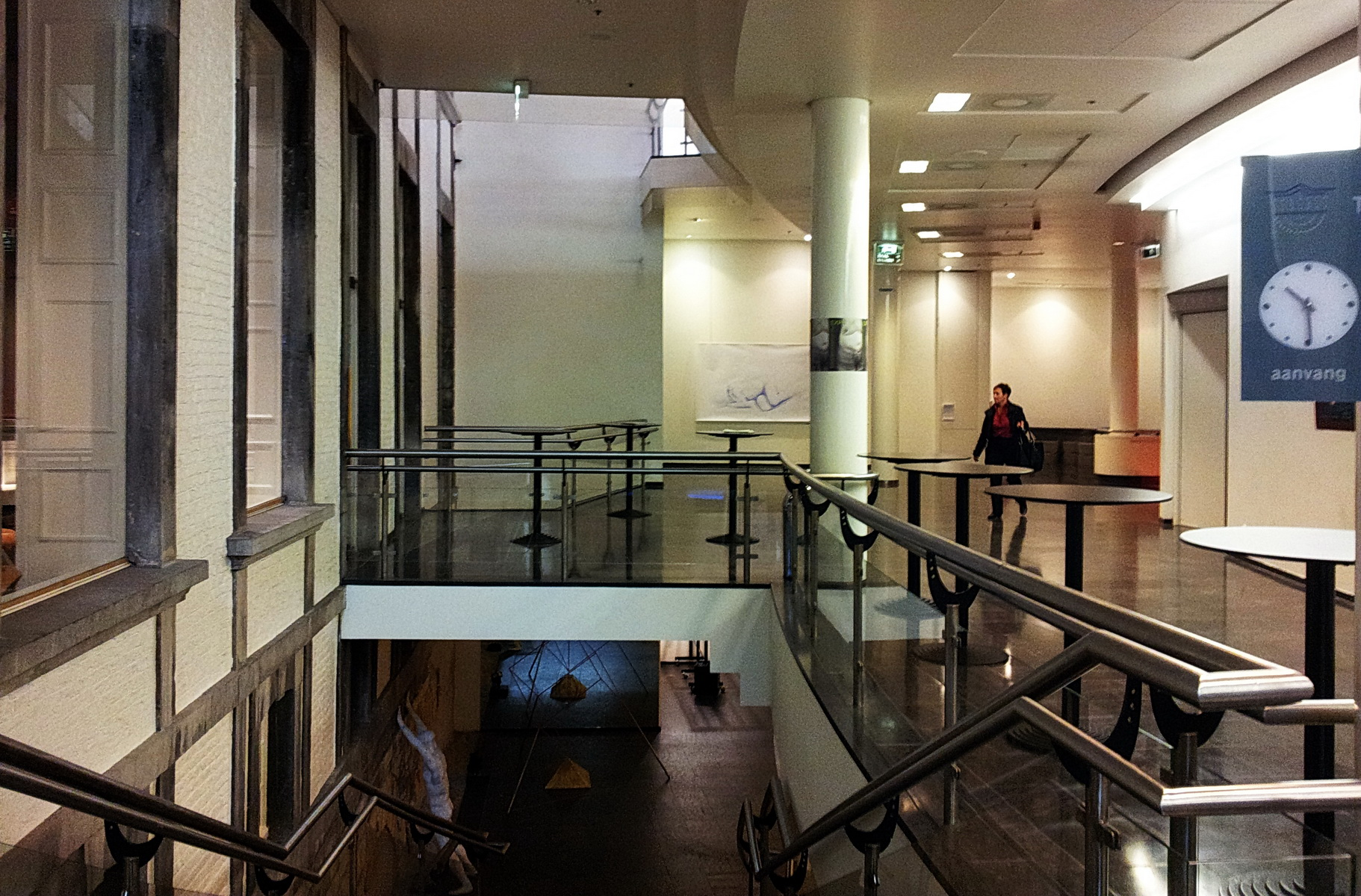
Foyer nieuwbouw
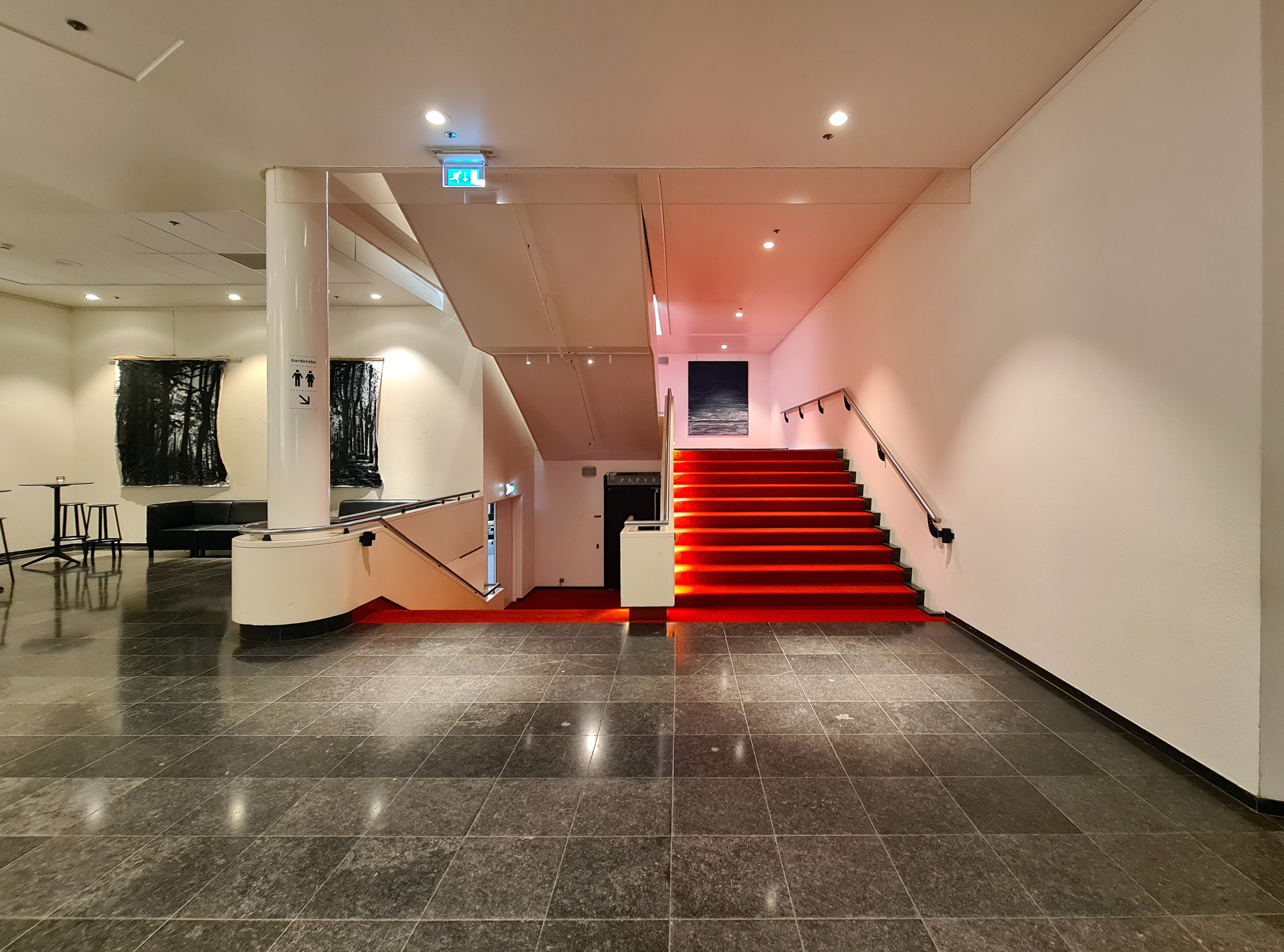
Benedenfoyer

## Externe locaties
Voorts neemt het Theater aan het Vrijthof een aantal externe locaties op in zijn programmering zoals de concertlocaties Keizerzaal Sint-Servaasbasiliek, Sint-Janskerk, Onze-Lieve-Vrouwebasiliek en Cellebroederskapel, en de theaterlocaties Kumulus Theater, Toneelacademie Maastricht en AINSI.
Van 2006 tot 2021 bood het theater kleinezaalvoorstellingen aan in AINSI, een gebouw aan de voet van de Sint-Pietersberg, ooit onderdeel van de ENCI-fabriek. Eerder was hier het productiehuis voor podiumkunsten Huis van Bourgondië gevestigd (opgeheven bij de cultuurbezuinigingen in 2012). Het Theater aan het Vrijthof ontwikkelde er onder andere het Euregionaal Dansplatform, oorspronkelijk in het kader van de kandidatuur van Maastricht Culturele Hoofdstad van Europa 2018 - een titel die in 2013 aan Leeuwarden werd toebedeeld.